# Rivoluzione francese del 1848
La rivoluzione francese del 1848 o terza rivoluzione francese è la seconda rivoluzione avvenuta in Francia nel XIX secolo, dopo quella del luglio 1830: sotto la spinta dell'opposizione liberale, repubblicana e socialista al governo Guizot, i parigini si sollevarono (come già nel giugno 1832) il 22 febbraio 1848 ("moti di febbraio"), prendendo il controllo della città, con il monarca Luigi Filippo I che rinunciò a soffocare con le armi la rivolta e abdicò il 24 febbraio, mentre il governo provvisorio rivoluzionario, rifiutando l'ascesa di Luigi Filippo II, proclamò pacificamente la Seconda Repubblica il 4 maggio 1848.
Le forze politiche eterogenee che avevano abbattuto la monarchia si scontrarono però sul campo delle riforme sociali: il governo conservatore uscito dalle elezioni del 23 aprile non intendeva soddisfare le richieste degli operai parigini, che insorsero il 23 giugno, ma la loro rivoluzione, detta "di giugno", fu repressa nel sangue dal generale Cavaignac. Il governo, confermando la sua natura anti-operaia, abolì i laboratori nazionali, i cosiddetti Ateliers nationaux, innalzò l'orario di lavoro e vietò il diritto di sciopero e di associazione. 
L'ascesa di Luigi Napoleone Bonaparte, infine, annullò quasi del tutto le conseguenze della terza rivoluzione: tre anni dopo fu abbattuta la repubblica e restaurato l'Impero.

## La crisi del regno di Luigi Filippo

### Il discredito del regime
Molti scandali che coinvolsero diversi personaggi in vista contribuirono a screditare la Monarchia di Luglio, particolarmente nei suoi ultimi anni: nel 1830, Henri Gisquet, già socio della banca di Casimir Perier, fu incaricato dal governo di acquistare 300 000 fucili e ne trattò l'acquisto di 566 000 di fabbricazione inglese. La stampa di opposizione gli rivolse gravi accuse: la repubblicana «La Tribune» e poi anche «La Révolution» sostennero che per concludere questo affare Casimir Perier e il maresciallo Soult ricevettero ciascuno doni per il valore di un milione di franchi. I direttori di questi giornali furono denunciati e l'inchiesta stabilì che Gisquet aveva pagato un alto prezzo per questi fucili difettosi e che per una parte di queste armi, rifiutate dal ministro della Difesa, il maresciallo Gérard, fu dato l'assenso d'acquisto da parte del successore, maresciallo Soult. Il redattore de «La Tribune», Armand Marrast, fu condannato il 29 ottobre 1831 a sei mesi di prigione e a 3 000 franchi d'ammenda.
Nel maggio del 1846 Luigi Bonaparte, incarcerato ad Ham dal 1840 per un suo tentativo di colpo di stato, evase rifugiandosi in Belgio. Il 12 marzo 1847 morì il ministro della Giustizia Nicolas Martin du Nord, ufficialmente per un attacco cardiaco, ma per l'opinione pubblica si sarebbe trattato di suicidio, dopo la scoperta di malversazioni coinvolgenti pari del Regno, deputati e funzionari.
Nel luglio 1847 vi fu l'affaire Teste-Cubières, un affare di corruzione politico-finanziaria nella quale due ministri furono giudicati dal tribunale di Parigi: il generale Despans-Cubières aveva corrotto nel 1843 il ministro dei Lavori Pubblici del tempo, Teste, per ottenere il rinnovo della concessione di una miniera di sale.
Nell'agosto del 1847 vi fu il suicidio con l'arsenico del duca di Choiseul-Praslin, che scosse tutto l'ambiente aristocratico, la magistratura e l'esercito: incarcerato per alcuni giorni perché accusato dell'omicidio della moglie, figlia del maresciallo Horace Sébastiani, che egli tradiva con la governante, il suocero aveva minacciato lo scandalo e la separazione dei beni dei coniugi se avesse continuato la relazione.
Nel dicembre del 1847 un postulante un posto di controllore alle Imposte si era visto imporre l'acquisto di un altro posto alla Corte dei Conti per 20 000 franchi. Lo scandalo coinvolse il guardasigilli Hébert e Guizot, che avrebbe voluto favorire il generale Bertin, fedele al regime e azionista del quotidiano governativo «Journal des débats».

### La «monarchia borghese» di Luigi Filippo

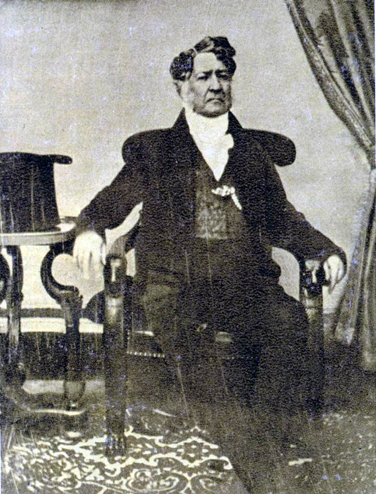
Luigi Filippo nel 1842

Luigi Filippo, sotto una parvenza di bonomia, è un uomo autoritario; le sue scelte politiche si indirizzano sul maresciallo Soult e poi su Guizot. Abbattuto il dominio politico della nobiltà e posto fine ai tentativi di restaurazione di istituzioni feudali, la sua monarchia prese misure anti-operaie, come il divieto dello sciopero e la limitazione della libertà di associazione, e si appoggiò essenzialmente sull'alta borghesia finanziaria: di qui, la sua denominazione di «monarchia borghese».
Dal 1840 Guizot è alla testa del governo e, appartenente a quello che veniva definito il «partito dell'ordine e della resistenza», si sforza di sottomettere la Camera dei deputati alle direttive del governo e cerca di stabilire la «pace sociale» in Francia. In preparazione della sessione parlamentare del 1847-1848, Luigi Filippo vieta le riunioni politiche dell'opposizione liberale e democratica, poiché essi propugnano uno Stato nel quale il Parlamento sia più autorevole e il re più discreto.	
Guizot s'impegna a mettere in opera un liberalismo economico nel quale i dibattiti politici siano paralizzati, anche attraverso la corruzione, e il corpo elettorale sia fortemente elitario: di qui la sua opposizione ad abbassare il censo a 100 franchi, come richiesto dall'opposizione. Con la Rivoluzione di luglio in Francia, su 36 milioni di abitanti, gli elettori sono passati dai 100 000 della Restaurazione a 240 000. Il censo è rimasto alto e garantisce che nella Camera dei deputati siedano in grande maggioranza rappresentanti dell'alta borghesia, ossia i banchieri, gli speculatori di Borsa, gli azionisti delle Compagnie ferroviarie, che allora assistono a un grande sviluppo, i proprietari delle miniere di carbone e delle foreste, che sono le uniche risorse energetiche al tempo disponibili e necessarie allo sviluppo delle manifatture.

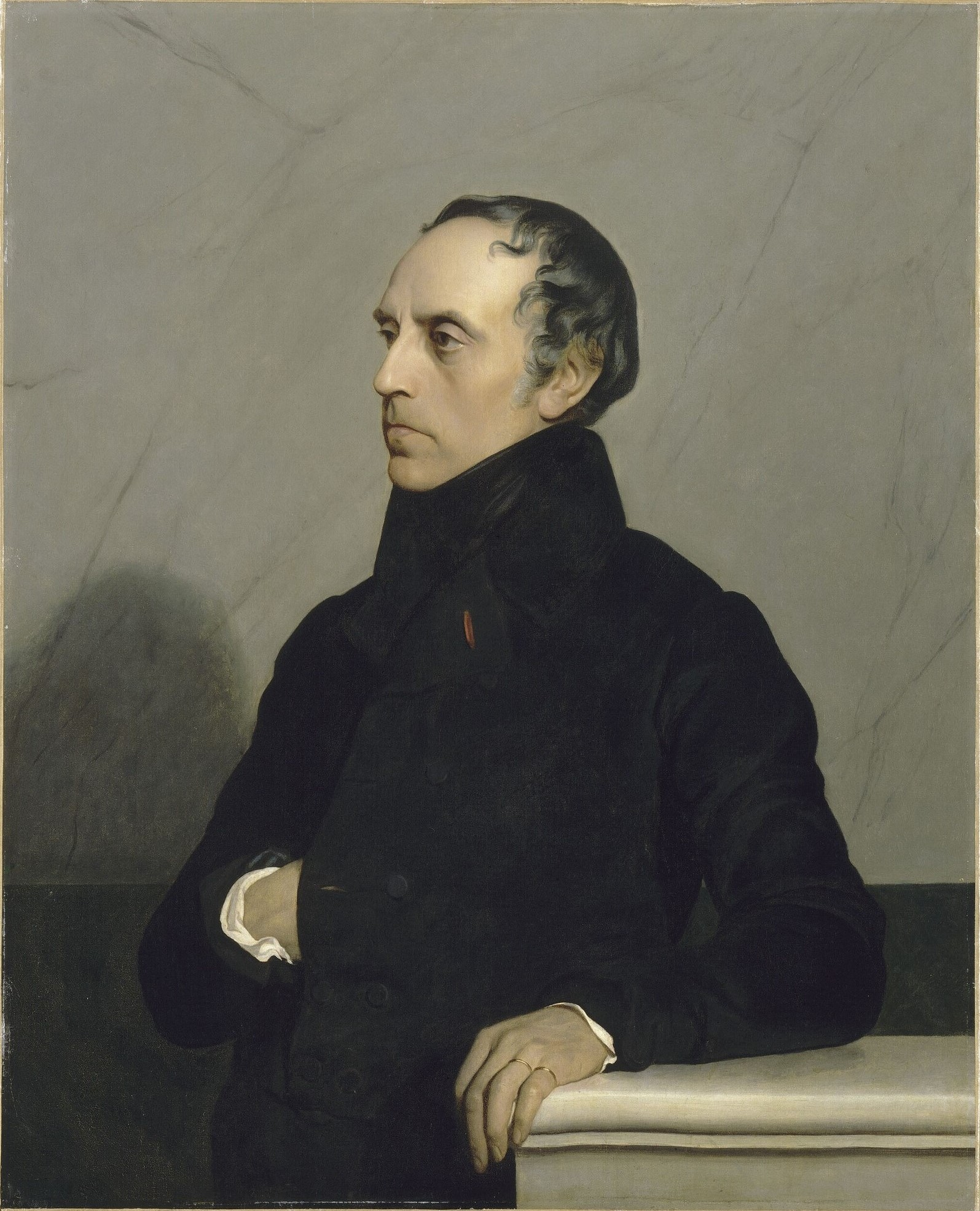
Jean Vibert: François Guizot

L'alto debito pubblico della Francia è finanziato da questa stessa aristocrazia del denaro, che si arricchisce attraverso gli alti interessi della rendita di Stato e le speculazioni della Borsa, e poiché chi dirige lo Stato appartiene alla stessa classe che specula sul debito pubblico, le spese straordinarie della Francia negli anni quaranta sono superiori perfino a quelle sostenute dallo Stato napoleonico.
Gli stessi industriali vedono in questa aristocrazia della finanza un avversario politico, poiché essa condiziona l'erogazione del credito a loro necessario e inoltre, avendo imposto per proprio interesse alti dazi sulle importazioni delle materie prime, danneggia la loro attività imprenditoriale. Come i legittimisti borbonici, ma per diversi motivi, la borghesia industriale si pone pertanto all'opposizione dei governi di Luigi Filippo, insieme con i rappresentanti degli interessi della piccola borghesia, ossia con i professionisti e con i contadini; questi ultimi sono del resto privi di rappresentanza, così come avviene per la classe degli artigiani e degli operai. Essa si batte pertanto per ottenere un ampliamento del corpo elettorale, confidando in questo modo di poter accrescere la propria influenza politica.
Il periodo 1846-1848 è anche segnato da una crisi agricola, industriale e finanziaria, con inflazione della moneta dovuta alle speculazioni di borsa. L'opposizione trova così un largo consenso popolare nelle manifestazioni dei «banchetti», per quanto questi vengano animati soltanto da una minoranza borghese moderatamente riformista.

## I «banchetti»

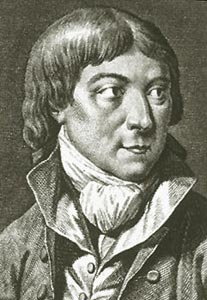
Charles de Villette

Data alla Rivoluzione del 1789 l'uso in Francia dei banchetti civici, pranzi pubblici in comune che festeggiano un importante avvenimento o ricordano un anniversario: ne scrisse il 18 luglio 1789 il marchese de la Villette su «La Cronique»: «Vorrei che si istituisse una festa nazionale nel giorno della nostra resurrezione. Per una rivoluzione che non ha esempi, occorre organizzare qualcosa di nuovo. Vorrei che tutti i borghesi della buona città di Parigi apparecchino la tavola in pubblico e prendano il pasto davanti alla loro casa. Il ricco e il povero sarebbero uniti e tutte le classi confuse insieme. Le strade ornate di tappeti, disseminate di fiori [...]». E così fu fatto a Parigi, ma in un luogo prestabilito, il parco della Muette, il 14 luglio 1790, per la festa del Campo di Marte, o il 26 luglio 1792, sulle rovine della Bastiglia.
Con uno spirito diverso, in tono minore e solo su invito personale, furono tenuti banchetti anche sotto la Restaurazione e sotto la monarchia di Luglio: secondo un'usanza inglese, utilizzata dallo stesso Guizot, erano riunioni a carattere clientelare con le quali i notabili mantenevano il contatto con i propri elettori. A partire dal 1847 i banchetti furono utilizzati da parlamentari dell'opposizione i quali in pubblici discorsi presentavano le loro proposte di riforma politica e rendevano manifesta la loro critica al governo. Generalmente s'iniziava con una sfilata, accompagnata da un'orchestra, per le strade della città, poi ci si sedeva a tavola all'aperto, pagando il pranzo organizzato, alla fine del quale gli oratori tenevano un discorso: così poteva trascorrere un'intera giornata festiva.
I banchetti furono tenuti un po' ovunque: il primo di questo genere si tenne a Parigi il 9 luglio 1847 con la partecipazione di 86 deputati e 1 200 convenuti. In esso si richiese la riforma della legge elettorale con un allargamento del diritto di voto. Nei mesi seguenti, in tutta la Francia si tennero circa 70 banchetti, con una partecipazione complessiva di circa 20 000 persone: il 7 novembre a Lilla, il 21 novembre a Digione, il 5 dicembre ad Amiens, il 25 a Rouen, l'opposizione manifestò nei banchetti contro Guizot e il suo governo.

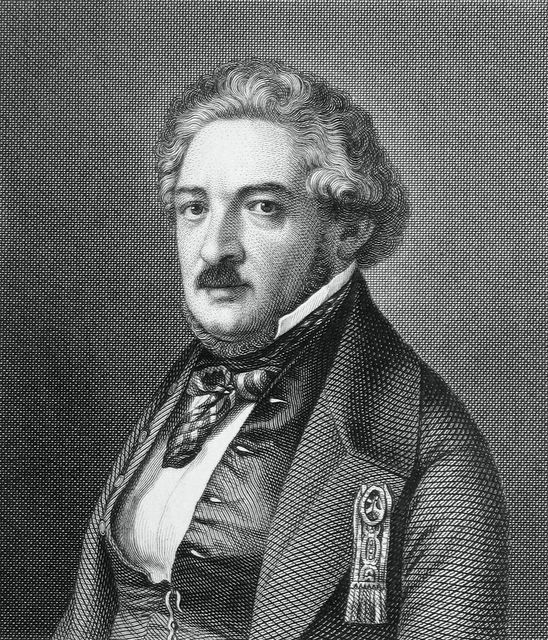
Armand Marrast

A parlare furono i rappresentanti di un'opposizione di diverse origini, ma unita contro il governo: vi erano gli orléanisti Odilon Barrot ed Armand Marrast, i socialisti utopisti Louis Blanc e Alexandre Martin, i liberali François Arago e Alphonse de Lamartine, i repubblicani Ledru-Rollin e Louis-Antoine Garnier-Pagès. La decisione del governo di opporsi a qualunque riforma finì con il radicalizzare anche l'opposizione, così che anche orléanisti indiscussi si convinsero della necessità di abbattere il regime di Luigi Filippo.
La campagna dei banchetti, allargatasi a tutto il paese, venne proibita il 25 dicembre, tre giorni prima dell'apertura del Parlamento: il 28 dicembre Luigi Filippo, nel suo discorso inaugurale, si dichiarò contrario alla riforma elettorale, provocando la ripresa della campagna dei banchetti. Il 14 febbraio il prefetto di polizia proibì un banchetto previsto a Parigi per il 19 e all'appello di Armand Marrast pubblicato ne «Le National», i parigini vennero invitati a partecipare a un nuovo banchetto organizzato per il 22 febbraio a place de la Madeleine. Di fronte alle minacce del governo di usare la forza militare, i capi dell'opposizione annullarono la manifestazione, ma l'iniziativa popolare scavalcò le paure dei politici, rovesciando il governo e la monarchia.

## La rivoluzione di febbraio

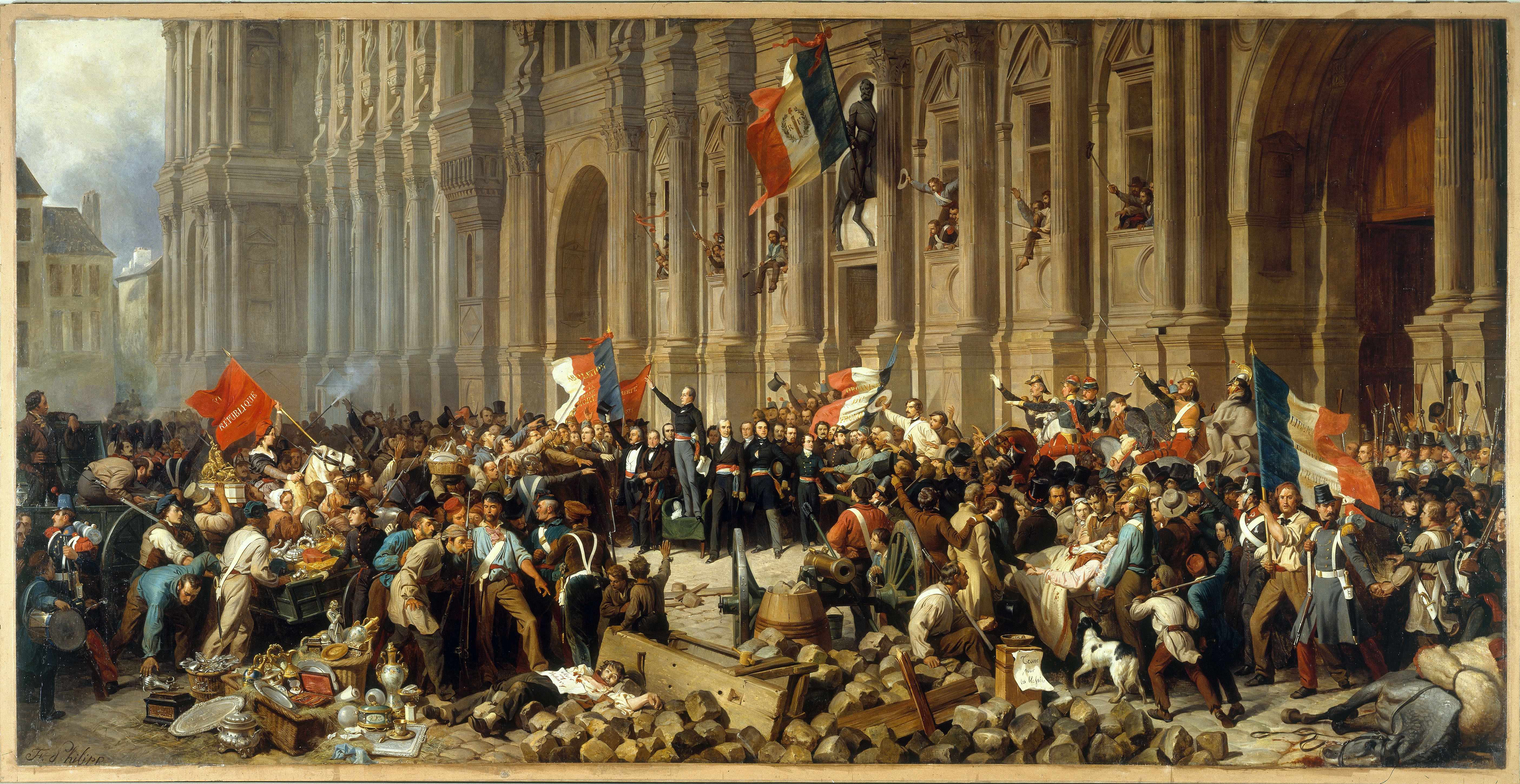
Philippoteaux: Il 25 febbraio all'Hôtel de Ville Lamartine respinge la proposta di adottare la bandiera rossa quale simbolo della Repubblica francese

La mattina del 22 febbraio centinaia di studenti parigini, da mesi mobilitati per denunciare la soppressione dei corsi tenuti dal repubblicano Jules Michelet, si riuniscono in place du Panthéon, poi s'indirizzano a place de la Madeleine dove si uniscono agli operai. I tremila manifestanti si dirigono a Palazzo Borbone, in place de la Concorde, sede della Camera dei deputati, chiedendo la riforma elettorale e le dimissioni di Guizot. Qui la maggioranza dei deputati respinge la richiesta di dimissioni del primo ministro presentata da Odilon Barrot. Nelle strade vi sono alcuni incidenti che provocano un morto, ma le forze dell'ordine controllano la situazione: alle 16 è stato dichiarato lo stato d'assedio. Il re conta su 30 000 soldati appoggiati dall'artiglieria. Vi sono poi i 40 000 uomini della Guardia nazionale, ma questi sono poco sicuri.
La mattina dopo vengono erette barricate sulle strade e la 2ª legione della Guardia nazionale si unisce alla protesta a Montmartre, mentre in altri quartieri la Guardia si frappone tra i manifestanti e i soldati, impedendo a questi ultimi di intervenire. Finalmente Luigi Filippo si rende conto dell'impopolarità del suo ministro e nel pomeriggio licenzia Guizot, sostituendolo con il conte Molé, favorevole alla riforma elettorale. La notizia impedisce che si creino altri incidenti, ma il clima resta teso, le barricate non sono smantellate, i manifestanti restano nelle strade e l'eccitazione è altissima.
La sera,  nel boulevard des Capucines, i soldati del 14º Reggimento di fanteria reagiscono agli insulti di alcuni manifestanti sparando: vi sono 52 morti, che nella notte vengono portati per le strade di Parigi alla luce delle torce, rinfocolando l'indignazione. Nella città le barricate sono ormai 1 500 e l'insurrezione si organizza, guidata dalle società segrete rivoluzionarie, formate da operai e artigiani, che trascinano con sé gli studenti.

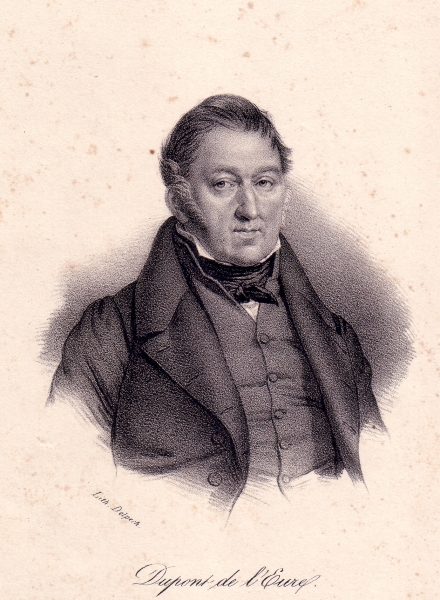
Dupont de l'Eure

Il 24 febbraio nel palazzo reale delle Tuileries regna il panico: il maresciallo Bugeaud, nominato comandante in capo dell'Esercito e della Guardia nazionale, è convinto di poter soffocare la sommossa, ma Luigi Filippo rinuncia alla soluzione di forza. Quando a mezzogiorno i rivoluzionari cominciano ad attaccare il palazzo, il re abdica in favore del nipote, il decenne conte di Parigi, affidando la reggenza alla madre, la duchessa d'Orléans, e parte con la moglie per l'esilio in Inghilterra, dove già si è rifugiato Guizot. La reggente si reca al Parlamento, dove gli orléanisti sono la maggioranza, per far proclamare ufficialmente la reggenza, ma i rivoluzionari forzano la situazione: mentre i deputati rappresentanti dell'alta borghesia sperano di formare un nuovo governo in continuità con il vecchio per mantenere la monarchia a garanzia dei propri interessi, palazzo Borbone è invaso e viene chiesta la Repubblica e un governo provvisorio che ne sia espressione.
La Rivoluzione è costata 350 morti e 500 feriti. Il 25 febbraio viene costituito il nuovo governo: ne fanno parte sette conservatori, che hanno il loro riferimento nel giornale «Le National», due repubblicani radicali, Ledru-Rollin e Flocon, e due socialisti utopisti, Louis Blanc e Alexandre Martin. A capo del governo è il vecchio avvocato Dupont de l'Eure, ministro degli Esteri, ma di fatto il vero capo del governo è un liberale moderato, il poeta Lamartine.
Il governo era stato formato, ma non era stata scelta ancora la forma istituzionale dello Stato. Il gruppo de «Le National» non guardava con simpatia alla forma repubblicana, che evocava in loro lo spettro della Repubblica giacobina: accettarono la Repubblica per la pressione dei dimostranti, guidati dallo scienziato Raspail e per mancanza di alternative. Respinta l'ulteriore proposta di adottare la bandiera rossa - fu mantenuto il tricolore, cui fu aggiunta una coccarda rossa - ci si accordò nel proclamare ufficialmente la Repubblica dopo l'elezione dell'Assemblea costituente: per il momento, la Francia era solo ufficiosamente una Repubblica. La breve e drammatica stagione della Seconda Repubblica aveva così inizio.

## Il governo provvisorio
Quello stesso 25 febbraio, ancora su pressione dei dimostranti, fu emanato il decreto sul «diritto al lavoro», che impegnava il governo a «garantire il lavoro a tutti i cittadini»: una dichiarazione di intenti che suonava gradita alla grande massa dei disoccupati parigini. Per dare concretezza al proclama, il governo istituì nel Palazzo del Luxembourg una commissione, diretta da Louis Blanc e Alexandre Martin e formata da economisti e rappresentanti di lavoratori e di datori di lavoro, per studiare il problema. Il 27 febbraio furono creati gli Ateliers nationaux - laboratori nazionali - che avevano il compito di individuare lavori di pubblica utilità cui adibire i disoccupati: gli Ateliers giunsero ad impiegare quasi 115 000 operai.

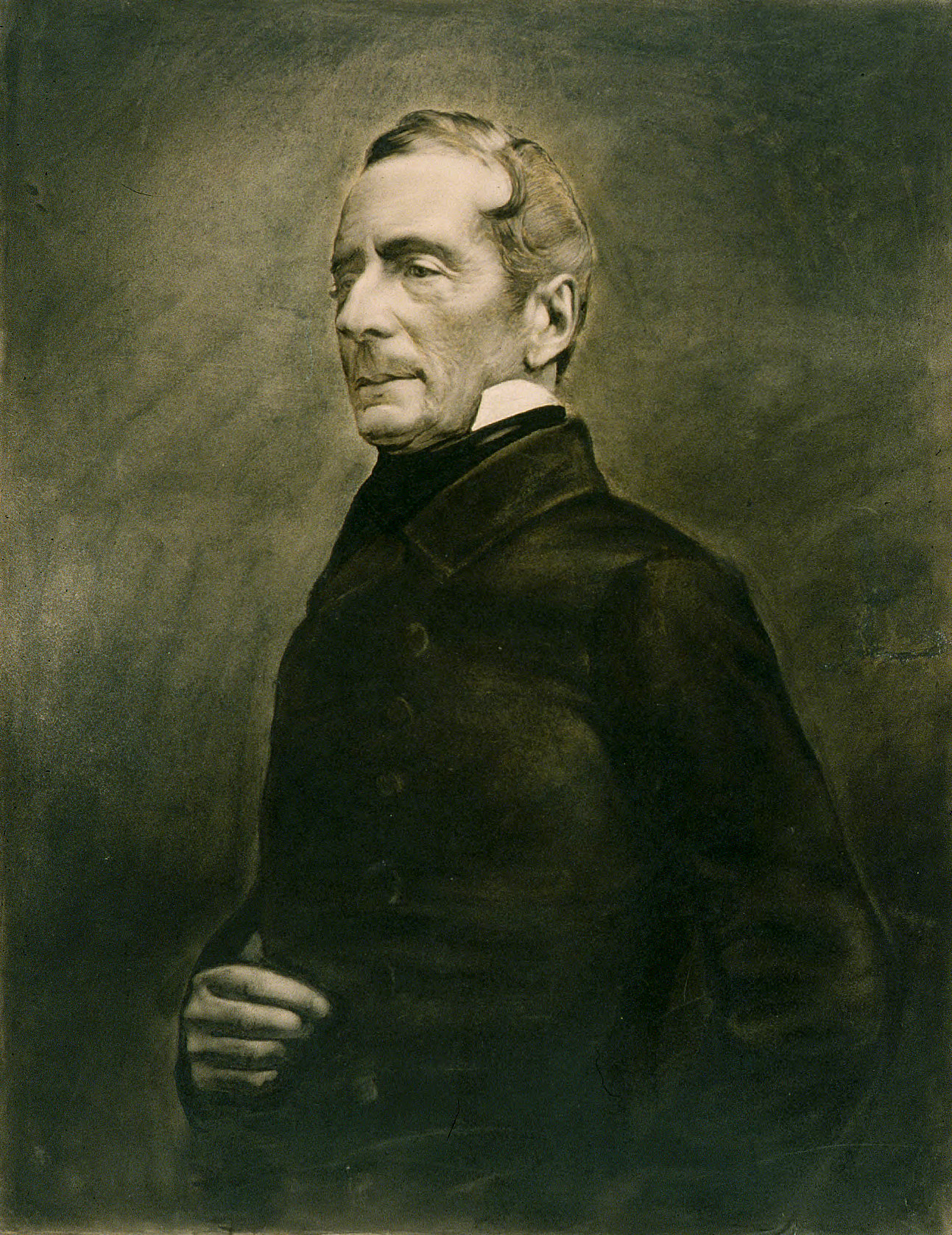
Tournachon: Lamartine

Altre misure prese dal governo provvisorio segnarono una rottura col precedente governo. La pena di morte fu abolita il 4 marzo, giorno nel quale si proclamò la libertà di stampa e di riunione. Il 5 marzo fu istituito il suffragio universale maschile, così che il corpo elettorale passò dai precedenti 240 000 elettori a 9 milioni. Questa misura rese il mondo rurale, che costituiva i tre quarti della popolazione, l'arbitro delle elezioni politiche, che vennero indette per il 9 aprile - poi spostate al 23 aprile - per eleggere l'Assemblea costituente. La schiavitù nelle colonie fu abolita il 27 aprile, la Guardia nazionale, il cui accesso era riservato ai soli borghesi, fu aperta a tutti i cittadini, e insieme furono creati 24 000 Guardie mobili, con elementi provenienti in massima parte dal sottoproletariato, una massa di manovra, comandata da ufficiali dell'esercito, facilmente utilizzabile contro le rivendicazioni operaie.
Si proclamò inoltre il "diritto al lavoro" dei cittadini, una vera e propria guerra alla disoccupazione attuata attraverso il massiccio finanziamento di lavori pubblici e l'introduzione di servizi sociali.
La situazione economica divenne presto preoccupante. I risparmiatori ritiravano il loro denaro dalle casse di risparmio e dalle banche che, in mancanza di liquidità, non potevano più sostenere le imprese e il commercio. Per guadagnarsi la fiducia della media e alta borghesia, sospettosa della Repubblica, il governo pagò in anticipo gli interessi sul debito statale, svuotando così le proprie casse, e per rilanciare l'economia, il 7 marzo creò il Comptoir d'escompte, il Banco di sconto che aveva il compito di aiutare il commercio a scontare i propri effetti. Il 15 marzo il governo decretò il corso forzoso dei biglietti di banca e il 16, per far fronte alle difficoltà della Tesoreria dello Stato, istituì l'imposta addizionale di 45 centesimi per franco alle quattro imposte dirette.
Questa tassa «colpiva anzitutto la classe dei contadini, cioè la grande maggioranza del popolo francese. Essi dovettero pagare le spese della rivoluzione di febbraio e da essi la controrivoluzione trasse le sue forze principali. L'imposta dei 45 centesimi era una questione di vita o di morte per il contadino francese; egli ne fece una questione di vita o di morte per la repubblica. Da questo momento la repubblica fu per il contadino francese l'imposta dei 45 centesimi, e nel proletariato parigino egli vide lo scialacquatore che se la spassava a sue spese».

## La situazione politica e sociale

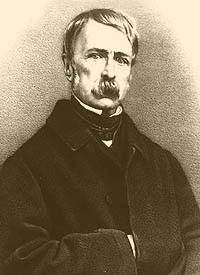
Jules Bastide

I risultati delle elezioni del 23 aprile mandarono all'Assemblea costituente una netta maggioranza di «repubblicani del giorno dopo», ossia monarchici, bonapartisti e repubblicani conservatori. L'Assemblea proclama solennemente la Repubblica il 4 maggio ma il nuovo governo che ne è l'espressione - sostanzialmente eguale al precedente, con l'esclusione dei socialisti Louis Blanc e Alexandre Martin - è contrario alle misure sociali prese sull'onda della Rivoluzione di febbraio. Il 10 maggio venne rifiutata la proposta di istituire un ministero del Lavoro e il 12 si proibì alle associazioni politiche di inviare petizioni all'Assemblea, una pratica che risaliva alla Prima Repubblica nata dalla Rivoluzione del 1789.
Anche in politica estera il governo si muove secondo una linea conservatrice. Il ministro degli Esteri Jules Bastide rifiuta di aiutare la Polonia, che si è rivoltata contro l'oppressione austro-prussiana, mentre radicali e socialisti organizzano per il 15 maggio una manifestazione a sostegno della causa polacca. I manifestanti da piazza della Bastiglia si dirigono a Palazzo Borbone, dove è riunita l'Assemblea, ne invadono le sale e vi leggono una petizione in favore della Polonia. Poi si dirigono all'Hôtel de Ville, dove stabiliscono la lista dei ministri di un governo insurrezionale: Blanqui, Ledru-Rollin, Albert, Louis Blanc, Huber, Thoré, Cabet, Pierre Leroux, Raspail dovrebbero farne parte. L'intervento della Guardia nazionale fa allontanare i manifestanti.
L'Assemblea e il governo fanno arrestare i capi repubblicani: Caussidière viene sollevato dall'incarico di prefetto di polizia ed egli stesso si dimette da deputato, e viene sostituito dal banchiere Trouvé-Chauvel, il generale de Courtais, comandante della Guardia nazionale, giudicato un simpatizzante dei radicali, è arrestato e sostituito dal generale Clément Thomas. Ora i conservatori controllano le forze dell'ordine e possono lanciare l'offensiva contro gli odiati Ateliers.
Il costo per le casse dello Stato equivale a circa 200 000 franchi al giorno e, anche per la propaganda ostile al mantenimento degli Ateliers e a un falso rapporto stilato da Falloux nella commissione lavoro dell'Assemblea costituente, i partigiani dell'ordine, i possidenti e i borghesi in genere si lamentano esasperati di dover mantenere - affermano - un numero crescente di disoccupati. Il costo degli Ateliers rappresenta in realtà soltanto l'1% del bilancio dello Stato.

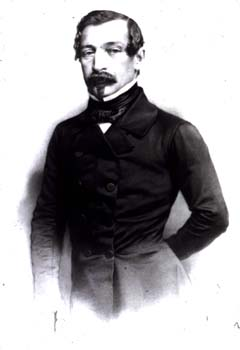
Luigi Napoleone Bonaparte

Da parte loro gli operai ripongono la loro fiducia verso i radicali, i socialisti e anche verso Louis-Napoléon Bonaparte che in un suo scritto, l'Extinction du paupérisme (La fine del pauperismo), promette di sostenere molte delle rivendicazioni operaie. Certi operai si organizzano fondando il 20 maggio la Société des corporations réunies che raggruppa gran parte dei partecipanti ai lavori della Commission du Luxembourg, istituita in febbraio dal governo provvisorio. Il 28 maggio appare il giornale Le travail (il lavoro), e il 4 giugno anche Le Journal des travailleurs (Il giornale dei lavoratori), due quotidiani repubblicani portatori entrambi di idee socialmente avanzate.
Gli operai degli Ateliers nazionali e quelli della Commission du Luxembourg si accordano per presentare liste comuni alla elezioni suppletive dell'Assemblea nazionale previste per il 4 e 5 giugno: il movimento radicale, benché privo dei suoi maggiori capi dopo l'insuccesso della manifestazione del 15 maggio 1848, fa progressi a Parigi e Caussidière, Leroux e Proudhon vengono eletti.
Parallelamente il partito bonapartista aumenta i propri consensi: grazie al prestigio intatto del grande zio e al bluff delle sue teorie populiste, a Luigi Bonaparte – ancora rifugiato a Londra dopo la sua evasione – guarda con simpatia il mondo contadino e anche non pochi operai. Quelli del quartiere de La Villette ne chiedono la elezione a Console, la 7ª legione della Guardia lo vorrebbe suo colonnello al posto del repubblicano Armand Barbès, appena incarcerato. Alle elezioni il Bonaparte è trionfalmente eletto e nuovi conservatori, come il Thiers, già battuto il 23 aprile, vanno a sedere nell'Assemblea.

### La chiusura degliAteliers
Il 15 maggio viene soppressa la Commissione del Luxembourg e il suo presidente Louis Blanc è minacciato di arresto. Il 24 maggio il ministro dei Lavori Pubblici Ulysse Trélat chiede la soppressione dei laboratori nazionali, appoggiato dai conservatori Falloux e Montalembert.
Il governo ha qualche tentennamento, per timore della reazione popolare: una proposta di nazionalizzare la Compagnie ferroviarie per impiegarvi gli operai nei cantieri è respinta dalla maggioranza dell'Assemblea. Il 14 e il 15 giugno Falloux e Goudchaux sono posti a capo della Commissione incaricata dello scioglimento, che viene approvato il 20 giugno. Agli operai rimasti senza lavoro viene offerto di arruolarsi nell'esercito o di andare in provincia, in Sologne a scavarvi un canale. Il 21 giugno «Le Moniteur», la Gazzetta Ufficiale del tempo, pubblica il decreto: il 22 giugno comincia l'agitazione e il 23 giugno nelle strade di Parigi vengono erette le prime barricate.

## L'insurrezione di giugno

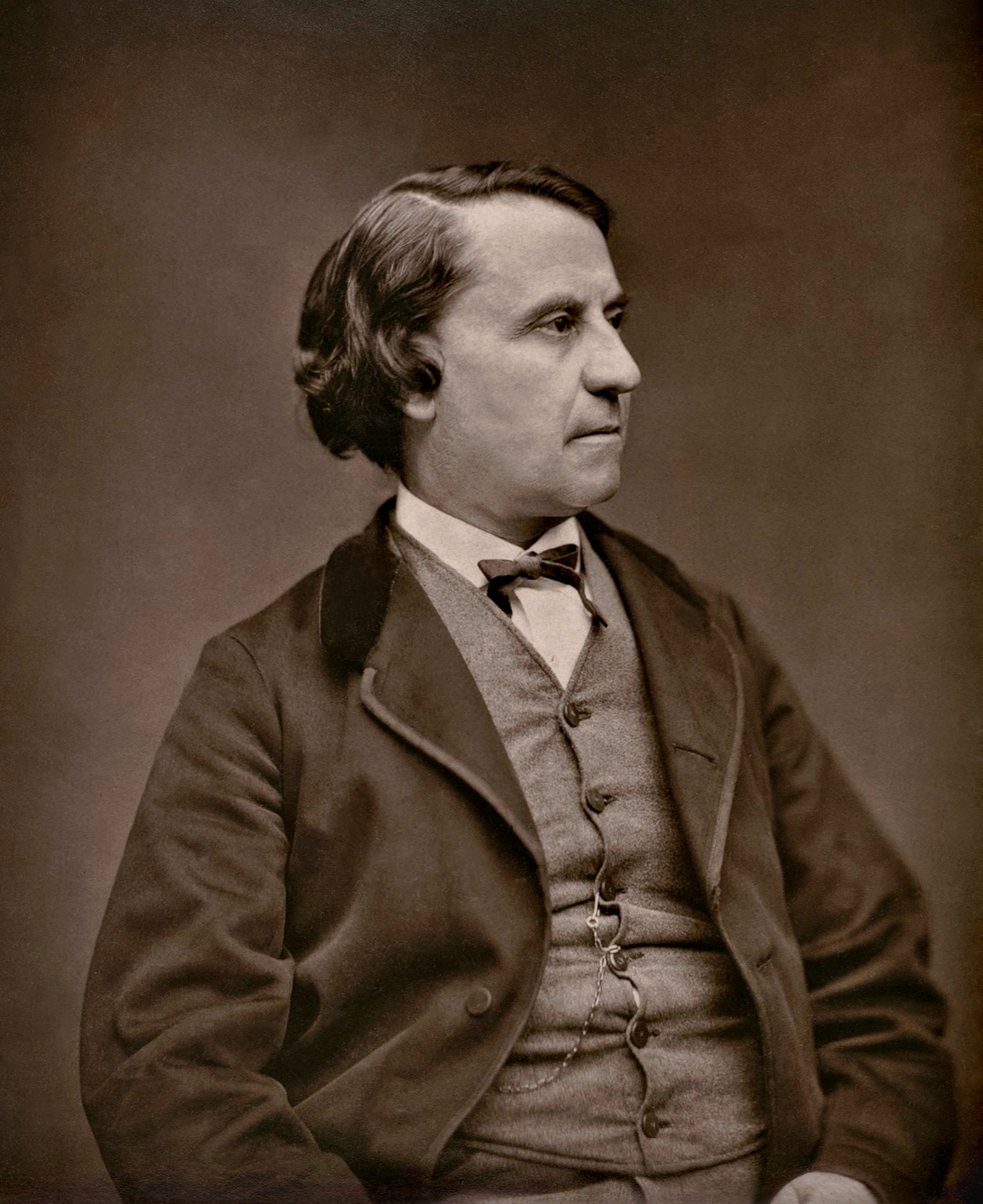
Louis Blanc

Con più di un milione di abitanti, la Parigi del 1848 è ancora la stessa capitale dell'Ancien régime, cinta dalle mura della dogana, con le sue 52 «barriere», le vecchie case e le vie strette. Una sorta di frontiera separa la zona occidentale da quella orientale dei quartieri popolari che raggiungono il quartiere latino, l'Hôtel de Ville, il Louvre e le Tuileries. La distinzione tra le classi privilegiate e quelle popolari è molto netta. Queste ultime, che forniscono gran parte dei contingenti della Guardia nazionale, sono escluse dal diritto di voto, che è stabilito attraverso il censo. Le condizioni di vita, a causa del lavoro occasionale o della disoccupazione, della miseria, della mancanza di condizioni igieniche adeguate, della mortalità, della criminalità, sono degradate. Mentre la grande industria si è sviluppata nei borghi periferici di La Villette e delle Batignolles, il popolo parigino attivo è occupato nelle 64 000 botteghe artigiane, metà delle quali sono tenute da un singolo artigiano o insieme con un solo operaio. Le specializzazioni sono molto diversificate nei 325 mestieri classificati e vi domina l'attività tessile con 90 000 operai, quella edile con più di 40 000 operai, e quella degli oggetti di lusso.
Anche dopo la conquista della monarchia costituzionale, gli antagonismi si sono esasperati e si sono verificati gravi disordini: nel 1830 il saccheggio della chiesa di Saint-Germain-l'Auxerrois e dell'arcivescovado, per protesta contro la celebrazione di una messa legittimista, nel 1831 la sommossa per la sentenza contro 19 ufficiali della Guardia nazionale, nel 1832 l'insurrezione in occasione dei funerali del generale Lamarque, con 800 morti, le battaglie di strada, represse nel 1834 da Bugeaud con l'arresto di 150 militanti della Société des Droits de l'Homme a causa della promulgazione della legge sulle associazioni, l'attentato contro il re nel 1835, l'assalto all'Hôtel de Ville e alla prefettura di polizia nel 1839: questi sono gli episodi più violenti e significativi avvenuti a Parigi del primo decennio di regno di Luigi Filippo.
Il rifiuto non solo del suffragio universale, ma anche di un modesto abbassamento del censo per aumentare il numero degli elettori, dichiarato nel 1840 alla Camera da Thiers e ribadito nel 1842 da Guizot, provocarono manifestazioni e scioperi al faubourg Saint-Antoine. Gli anni seguenti avevano visto le conseguenze economiche e finanziarie della crisi degli anni 1846-1847 con una forte crescita della disoccupazione. Infine ai politici che aspiravano soltanto a una riforma elettorale il movimento popolare parigino aveva abbattuto la monarchia e imposto la repubblica. Ora si combatte in campi opposti per dare un diverso contenuto a questa repubblica.

### Il 23 giugno

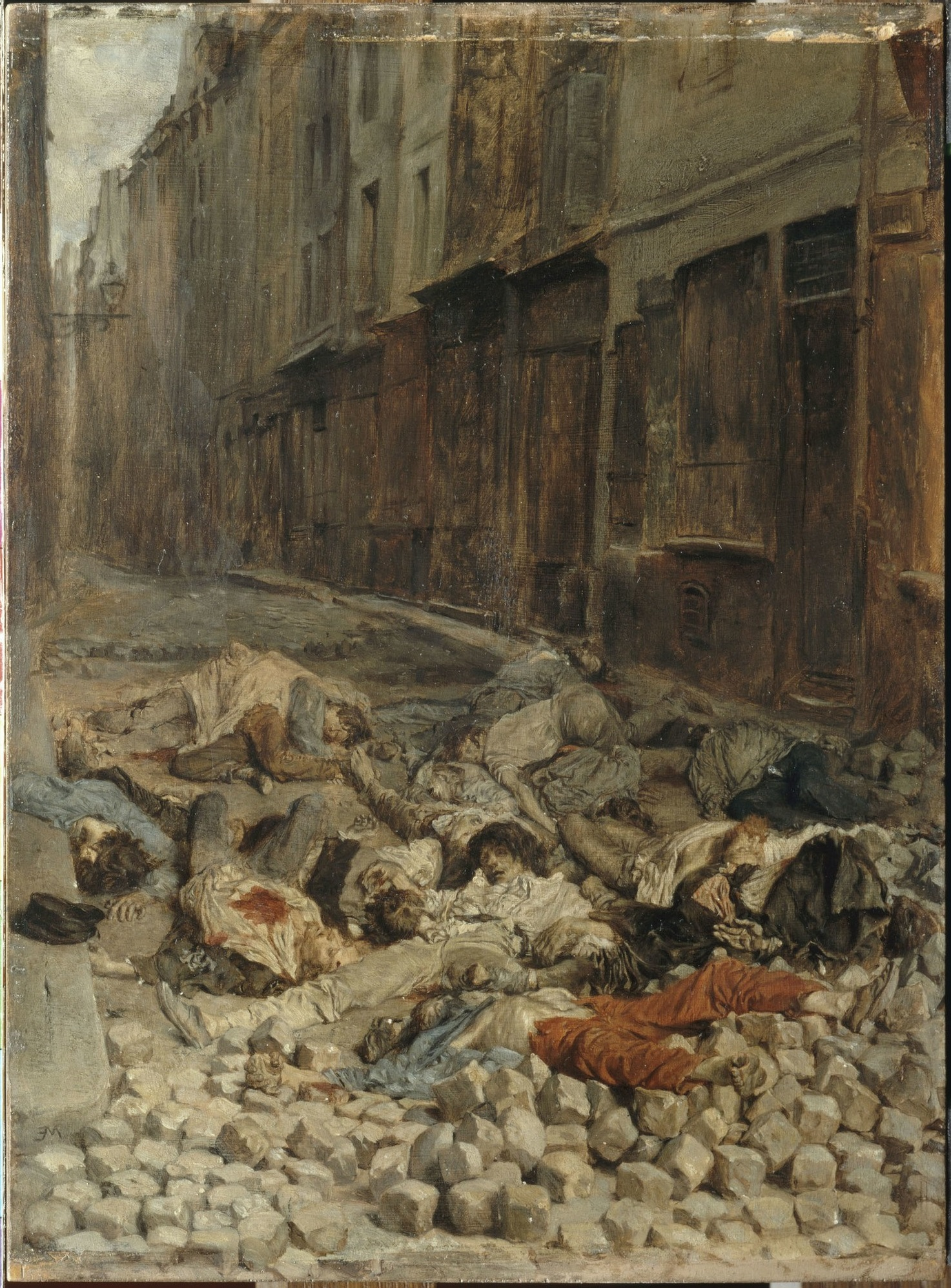
Meissonier: La barricata di rue de la Mortellerie, giugno 1848

Il 23 giugno Parigi è divisa fisicamente in due parti: la parte orientale è in mano agli operai, mentre da ovest l'esercito, la Guardia nazionale e la Guardia mobile muovono contro le barricate. Viene attaccato il boulevard Saint-Denis e la rue de Cléry: qui la Guardia nazionale preme sul fianco e i difensori della barricata si ritirano. Restano sette uomini e due donne, due giovani sartine: «una delle sartine, un'alta e bella ragazza, vestita con gusto, le braccia nude, prende la bandiera rossa, supera la barricata e si dirige verso la guardia nazionale. Il fuoco continua e i borghesi della guardia nazionale abbattono la ragazza quando questa arriva vicino alle loro baionette. Subito, l'altra sartina si getta avanti, prende la bandiera, solleva la testa della sua compagna e, vedendo che è morta, furiosa, tira delle pietre contro la guardia nazionale. Cade anche lei sotto i proiettili dei borghesi».
Le barricate del boulevard Saint-Denis sono prese dopo tre ore dall'esercito comandato da Cavaignac in persona e dalla cavalleria. Nel faubourg Poissonnière, il combattimento tra gli insorti della barricata di rue Lafayette e il 7º Reggimento di fanteria, la Guardia nazionale e quella mobile dura mezzora e costa un centinaio tra morti e feriti. Cadono anche le barricate davanti al Palazzo di Giustizia, in rue de Constantine. Dal ponte di Notre-Dame l'artiglieria batte per tutto il pomeriggio rue Planche-Mybray, rue de la Cité e rue Saint-Jacques che vengono conquistate a sera.
Nei faubourg de la Villette e de Pantin si continuano a erigere barricate, Place de la Bastille e i suoi dintorni restano nelle mani degli insorti, il faubourg Saint-Antoine, il centro dell'insurrezione, è tutto una barricata: sul boulevard, dalla rue Montmartre fino al Temple, si ammassano le forze delle repressione e fino a sera si sentono le cannonate e gli scambi di fucileria.

### Il 24 giugno

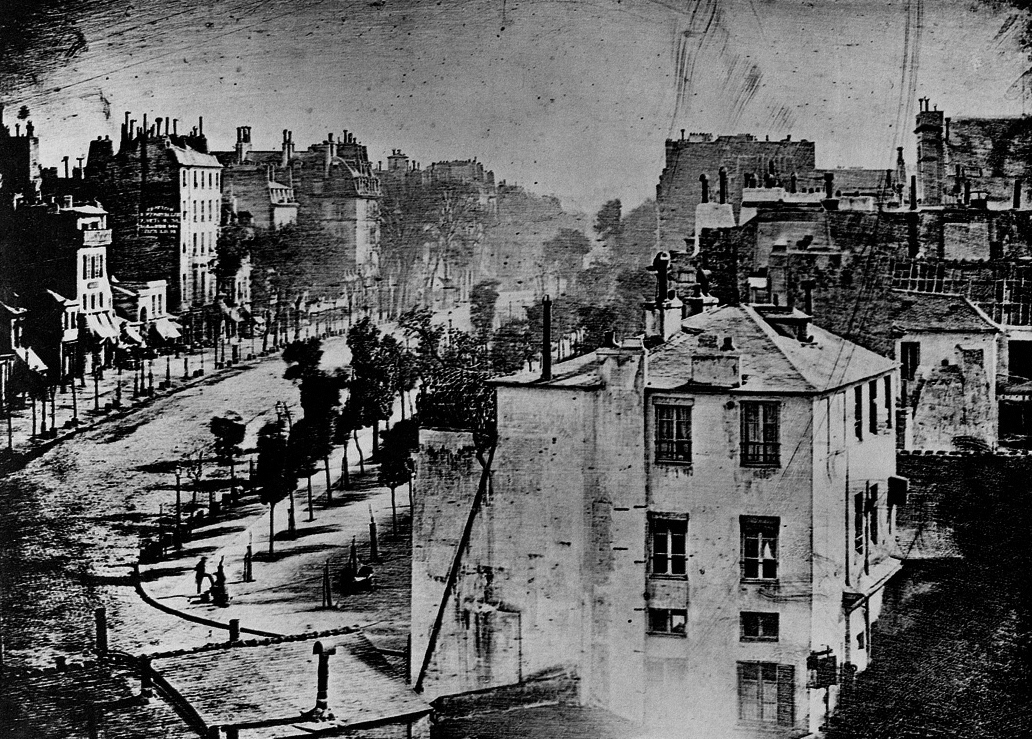
Louis Daguerre: Il boulevard du Temple nel 1839

Dopo una pausa notturna, i combattimenti riprendono all'alba del 24 giugno. Il generale Cavaignac, nominato «dittatore» di Parigi, è deciso a utilizzare tutti i mezzi: intensifica l'uso dell'artiglieria, che non spara più solo a mitraglia, ma utilizza anche obici e proiettili incendiari. La 1ª legione della Guardia è respinta con gravi perdite alla Gare du Nord: alle 10 del mattino l'arrivo dell'artiglieria permette di conquistare le barricate e di controllare la linea ferroviaria. Anche le barricate di rue Saint-Martin, rue Rambuteau e rue du Grand-Chantier sono prese a cannonate.

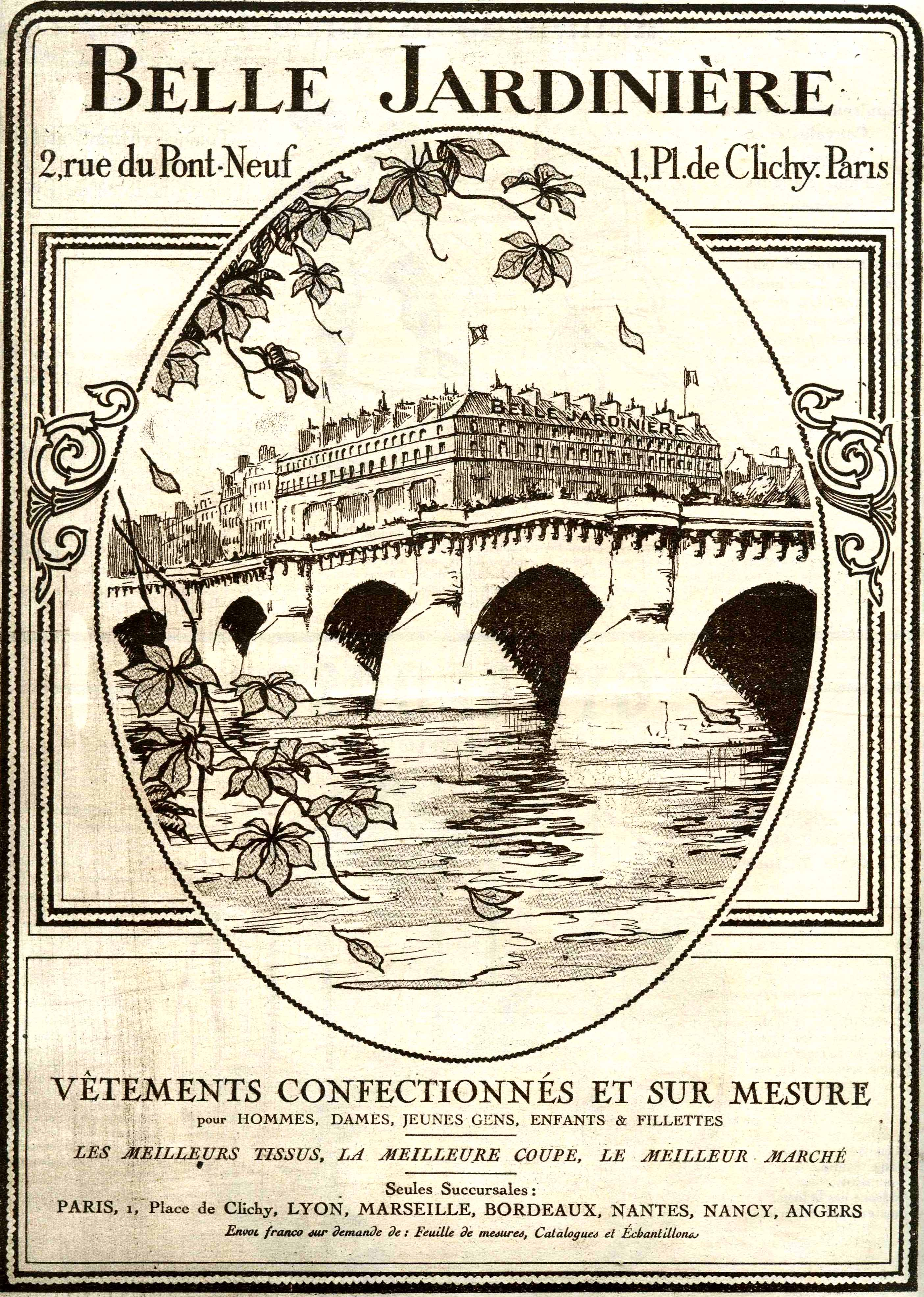
À la Belle Jardinière

Al quai aux Fleurs centinaia d'insorti hanno occupato il celebre magazzino «À la Belle Jardinière» che viene completamente demolito dalle cannonate, nel faubourg Saint-Jacques, vicino al Panthéon, si combatte casa per casa. L'insurrezione fa progressi, controllando i faubourgs e la maggior parte della riva sinistra della Senna e il governo teme che possa penetrare nel centro. Vengono inviate a Parigi le guardie nazionali di Pontoise, Rouen, Meulan, Mantes, Amiens, Le Havre, soldati da Orléans, artiglieri da Arras e da Douai.
Le truppe si concentrano in tre punti: alla porta Saint-Denis, al comando del generale Lamoricière, all'Hôtel de Ville 14 battaglioni sono al comando del generale Duvivier, e a place de la Sorbonne il generale Damesme, comandante della Guardia mobile, è impegnato contro il faubourg Saint-Jacques.
A mezzogiorno vengono prese place Maubert e il Panthéon. Avanzando lungo i boulevards, l'esercito attacca le barricate delle vie traverse. Si combatte con accanimento nel faubourg du Temple. La sera viene preso il faubourg Saint-Denis e controllata quasi tutta la riva sinistra della Senna. Gli insorti resistono al Marais e al faubourg Saint-Antoine, ma sono circondati, cadono i faubourgs Saint-Jacques, Saint-Marceau, Poissonnière e Saint-Denis. Alla fine della giornata restano nelle mani degli insorti i faubourgs Saint-Antoine, Temple, Saint-Martin e il Marais. Sacche di resistenza sono a Saint-Lazare e al Jardin des Plantes.
«Quel che colpisce in questi combattimenti disperati, è il furore con il quale si battono i "difensori dell'ordine". Essi, che prima avevano nervi talmente sensibili per ogni goccia di "sangue borghese", che avevano perfino delle crisi sentimentali per la morte delle guardie municipali del 24 febbraio, questi borghesi abbattono gli operai come animali selvaggi. Nelle file della Guardia nazionale, nell'Assemblea nazionale, nessuna parola di compassione, di conciliazione, nessun sentimentalismo, ma un odio che esplode con violenza, un furore freddo contro gli operai insorti. La borghesia conduce con chiara coscienza una guerra di sterminio».

### Il 25 giugno

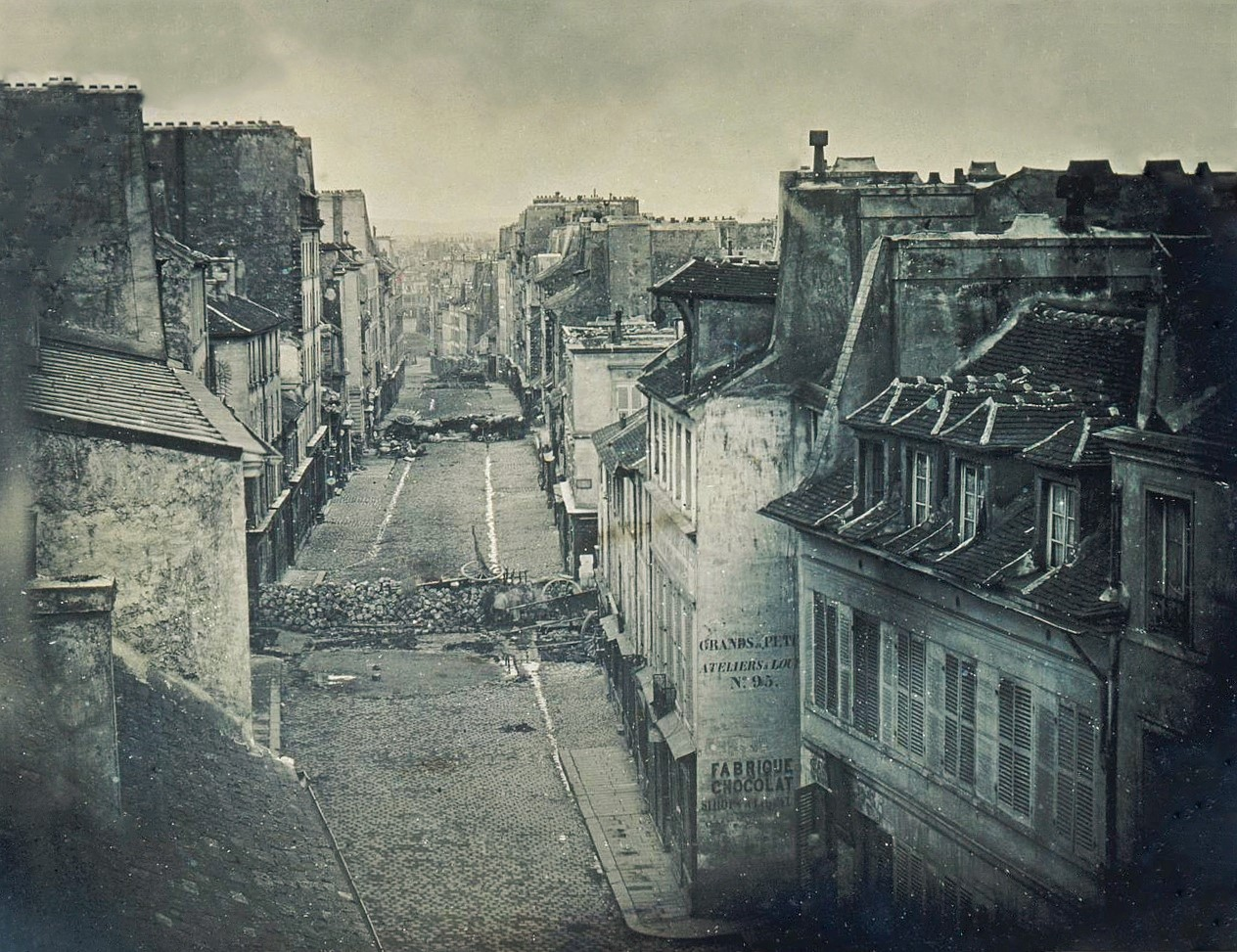
Parigi, barricate nella rue Saint-Maur, 25 giugno 1848.

Il 25 giugno appare chiaro che le sorti dell'insurrezione sono segnate. Contro i 40 000 insorti, male armati e senza una direzione, stanno più di 150 000 uomini tra soldati e guardie nazionali e mobili, appoggiati dall'artiglieria e comandati da generali. Tutto il giorno 40 pezzi di artiglieria sparano contro il Clos Saint-Lazare che gli insorti hanno trasformato in un campo trincerato, che ha al suo centro la gare du Nord e l'ospedale Louis-Philippe: nel tardo pomeriggio Sainte-Lazare cade.
Si combatte al Temple, dove l'arcivescovo di Parigi, Denys Affre, venuto a esortare alla pace, è raggiunto da una palla vagante: morirà due giorni dopo. Con una lunga lotta accanita, l'esercito avanza lentamente e a notte gran parte del faubourg du Temple viene tolto dal comando degli insorti, minacciando il faubourg Saint-Antoine, il cuore della resistenza operaia.
Dall'Hôtel de Ville, il generale Duvivier avanza lentamente, libera place de la Bastille e si presenta sul fianco delle barricate della rue Saint-Antoine.

### Il 26 giugno
La mattina del 26 giugno resta in mano degli insorti soltanto il faubourg Saint-Antoine e una parte del Temple, che non sono costruiti per condurvi battaglie da strada, avendo vie larghe e quasi diritte, che lasciano campo all'artiglieria. A ovest sono coperti dal canale Saint-Martin, ma da nord strade ampie scendono al centro del faubourg Saint-Antoine.
Il generale Cavaignac, minacciando di bombardare il quartiere, intima agli insorti la resa che viene respinta. Il generale Perrot avanza lungo il faubourg du Temple e Lamoricière da place de la Bastille, bombardando le barricate. Il resto del Temple è conquistato rapidamente e le truppe si affacciano sul faubourg Saint-Antoine, mentre dall'altra parte Lamoricière avanza lentamente. Quando le prime case cominciano a essere demolite a cannonate, Cavaignac intima nuovamente la resa agli insorti, minacciando di radere al suolo l'intero quartiere. A quel punto i difensori abbandonarono le barricate.
Nei quattro giorni di combattimento, secondo le cifre ufficiali, i governativi hanno avuto circa 1 600 morti, gli insorti 5 500, tra caduti nelle barricate e fucilati sul posto, 11 000 sono gli arrestati, 4 000 sono i deportati, senza aver subito alcun processo, in Algeria.

## Il ministero Cavaignac

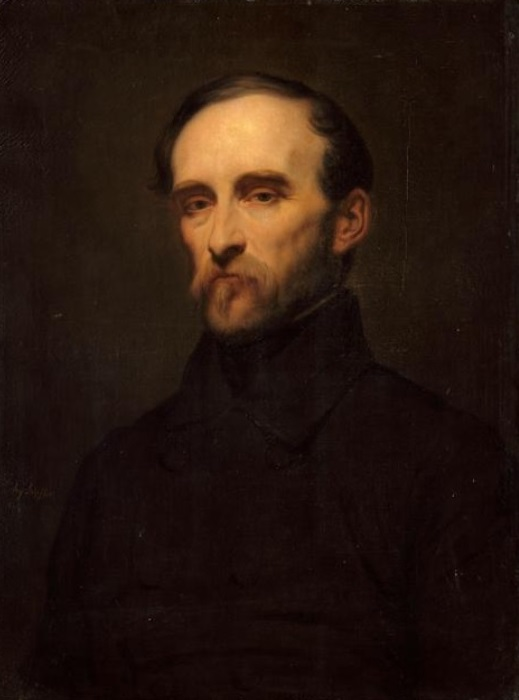
Scheffer: Il generale Cavaignac

Il 28 giugno, con un rimpasto di governo, il generale Cavaignac - cui lo zar Nicola I ha inviato le proprie congratulazioni - diventa capo del governo, mentre il generale Lamoricière, altro repressore dell'insurrezione, si guadagna il ministero della Guerra. Viene mantenuto lo stato d'assedio e i battaglioni delle Guardie nazionali provenienti dai quartieri popolari di Parigi vengono sciolti. Il ministro dell'Istruzione Hippolyte Carnot, considerato troppo democratico, viene licenziato, in provincia si allontanano i prefetti giudicati non allineati con il nuovo ordine. Il 28 luglio vengono sciolti i club politici, e viene limitata la libertà di stampa, sia considerando reati la critica al governo, all'Assemblea nazionale, alla religione, alla proprietà e alla famiglia, sia aumentando fortemente le tasse sugli organi di stampa, così da rendere difficile l'esistenza della stampa popolare. Viene annullato il decreto che abbassava a 10 ore la giornata lavorativa, che viene così riportata alle 12 ore dei tempi della monarchia di Luglio. In ottobre entrano nel governo esponenti monarchici e nella Costituzione, approvata il 12 novembre, viene negato il diritto di sciopero.
La politica estera del ministro Jules Bastide ricerca l'intesa con l'Inghilterra e con l'Austria, in chiave anti-prussiana: la Prussia si è appena annessa lo Schleswig-Holstein e persegue una politica pangermanica, che la Francia teme. Così, nessun aiuto è portato agli Italiani e ai Polacchi il cui movimento di liberazione è represso dagli Austriaci. In particolare, non solo non viene sostenuta la Repubblica romana, ma nell'aprile del 1849 la Repubblica francese manderà a Roma le truppe che la soffocheranno nel sangue.
I marxisti vedono nell'insurrezione di giugno «la prima grande battaglia tra le due classi in cui è divisa la società moderna, in una lotta per la conservazione o per la distruzione dell'ordine borghese». e secondo Lenin, l'insurrezione avrebbe dimostrato l'inefficacia della politica di Louis Blanc e degli altri socialisti utopisti: «Il massacro degli operai parigini, consumato dalla borghesia repubblicana nelle giornate di giugno 1848, attesta in modo definitivo la natura socialista del solo proletariato [...] Tutte le dottrine che parlano del socialismo non classista, di una politica non classista, dimostrano di essere frottole vane».